# Невитт, Чак
Чарльз Гудрич (Чак) Невитт (англ. Charles Goodrich 'Chuck' Nevitt; 13 июня 1959, Кортез, Колорадо) — американский баскетболист. Выступал за различные клубы НБА, КБА и ПБА. Чемпион НБА (1985) в составе «Лос-Анджелес Лейкерс». Выступал в одной команде с такими звёздами, как Мэджик Джонсон, Карим Абдул-Джабар (оба — «Лос-Анджелес Лейкерс») и Майкл Джордан («Чикаго Буллз»). Несмотря на высокий рост (226 см), проигрывал конкуренцию за место в чемпионском составе «Лейкерс» Абдул-Джабару (218 см), который был основным центровым. Чак Невитт остаётся самым высоким баскетболистом, ставшим чемпионом НБА за всю её историю.

## Биография
Невитт посещал среднюю школу Спрэйберри в Мариетте, Джорджия. На уровне колледжей играл за Университет штата Северная Каролина. Был выбран в третьем раунде драфта 1982 года клубом «Хьюстон Рокетс» под общим 63-м номером.
Всего отыграл в НБА девять сезонов (1983, 1985—1990, 1992, 1993). Выступал за команды «Хьюстон Рокетс», «Лос-Анджелес Лейкерс», «Чикаго Буллз», «Детройт Пистонс», «Сан-Антонио Спёрс». Успел поиграть в Европе за итальянский клуб «Фулгор Либертас Форли». Несмотря на девять лет, проведённых в Национальной баскетбольной лиге, выходил на площадку только в 155 играх, провёл на поле и отыграл в общей сложности 826 минут, что примерно составляет 18 полных игр. После второго возвращения в «Рокетс» также не смог закрепиться в составе. Десять дней по контракту находился в «Чикаго Буллз» с Майклом Джорданом (сезон 1991/92). Также всего одну игру провёл за «Сан-Антонио» в матче открытия сезона 1993 года — 5 ноября против «Голден Стэйт Уорриорз», где меньше, чем за минуту забросил три из шести штрафных. Вскоре после этого команда отказалась от его услуг.
Невитт принял участие в 16 играх плей-офф: 7 в составе «Лейкерс» и «Пистонс» и 2 — в «Рокетс». С «Лейкерс» стал самым высоким баскетболистом, выигрывавшим титул чемпиона НБА.
В настоящее время работает в IT-индустрии и постоянно проживает в Роли (Северная Каролина).

## Статистика

### Статистика в НБА
| Сезон                                                                                    | Команда     | Регулярный сезон | Регулярный сезон | Регулярный сезон | Регулярный сезон | Регулярный сезон | Регулярный сезон | Регулярный сезон | Регулярный сезон | Регулярный сезон | Регулярный сезон | Регулярный сезон | Серия плей-офф | Серия плей-офф | Серия плей-офф | Серия плей-офф | Серия плей-офф | Серия плей-офф | Серия плей-офф | Серия плей-офф | Серия плей-офф | Серия плей-офф | Серия плей-офф |
| Сезон                                                                                    | Команда     | GP               | GS               | MPG              | FG%              | 3P%              | FT%              | RPG              | APG              | SPG              | BPG              | PPG              | GP             | GS             | MPG            | FG%            | 3P%            | FT%            | RPG            | APG            | SPG            | BPG            | PPG            |
| ---------------------------------------------------------------------------------------- | ----------- | ---------------- | ---------------- | ---------------- | ---------------- | ---------------- | ---------------- | ---------------- | ---------------- | ---------------- | ---------------- | ---------------- | -------------- | -------------- | -------------- | -------------- | -------------- | -------------- | -------------- | -------------- | -------------- | -------------- | -------------- |
| 1982/83                                                                                  | Хьюстон     | 6                | 0                | 10,7             | 73,3             | -                | 25,0             | 2,8              | 0,0              | 0,2              | 2,0              | 3,8              | Не участвовал  | Не участвовал  | Не участвовал  | Не участвовал  | Не участвовал  | Не участвовал  | Не участвовал  | Не участвовал  | Не участвовал  | Не участвовал  | Не участвовал  |
| 1984/85                                                                                  | Лейкерс     | 11               | 0                | 5,4              | 29,4             | -                | 25,0             | 1,8              | 0,3              | 0,0              | 1,4              | 1,1              | 7              | 0              | 5,3            | 33,3           | -              | 50,0           | 0,9            | 0,1            | 0,6            | 0,9            | 1,4            |
| 1985/86                                                                                  | Лейкерс     | 4                | 0                | 6,3              | 27,3             | -                | 66,7             | 1,8              | 0,5              | 0,5              | 0,5              | 2,5              | Не участвовал  | Не участвовал  | Не участвовал  | Не участвовал  | Не участвовал  | Не участвовал  | Не участвовал  | Не участвовал  | Не участвовал  | Не участвовал  | Не участвовал  |
| 1985/86                                                                                  | Детройт     | 25               | 0                | 4,0              | 37,5             | -                | 75,0             | 1,0              | 0,2              | 0,1              | 0,7              | 1,6              | 1              | 0              | 1,0            | -              | -              | -              | 0,0            | 0,0            | 0,0            | 0,0            | 0,0            |
| 1986/87                                                                                  | Детройт     | 41               | 0                | 6,5              | 49,2             | -                | 58,3             | 2,0              | 0,1              | 0,2              | 0,7              | 1,9              | 3              | 0              | 3,3            | 20,0           | -              | 100,0          | 2,0            | 0,0            | 0,0            | 1,0            | 1,3            |
| 1987/88                                                                                  | Детройт     | 17               | 0                | 3,7              | 33,3             | -                | 50,0             | 1,1              | 0,0              | 0,1              | 0,3              | 1,0              | 3              | 0              | 1,3            | 50,0           | -              | -              | 1,0            | 0,0            | 0,0            | 0,0            | 0,7            |
| 1988/89                                                                                  | Хьюстон     | 43               | 0                | 5,3              | 43,5             | -                | 68,8             | 1,5              | 0,1              | 0,1              | 0,7              | 1,5              | 2              | 0              | 1,5            | -              | -              | -              | 0,5            | 0,0            | 0,0            | 0,0            | 0,0            |
| 1989/90                                                                                  | Хьюстон     | 3                | 0                | 3,0              | 100,0            | -                | -                | 1,0              | 0,3              | 0,0              | 0,3              | 1,3              | Не участвовал  | Не участвовал  | Не участвовал  | Не участвовал  | Не участвовал  | Не участвовал  | Не участвовал  | Не участвовал  | Не участвовал  | Не участвовал  | Не участвовал  |
| 1991/92                                                                                  | Чикаго      | 4                | 0                | 2,3              | 33,3             | -                | -                | 0,3              | 0,3              | 0,0              | 0,0              | 0,5              | Не участвовал  | Не участвовал  | Не участвовал  | Не участвовал  | Не участвовал  | Не участвовал  | Не участвовал  | Не участвовал  | Не участвовал  | Не участвовал  | Не участвовал  |
| 1993/94                                                                                  | Сан-Антонио | 1                | 0                | 1,0              | -                | -                | 50,0             | 1,0              | 0,0              | 0,0              | 0,0              | 3,0              | Не участвовал  | Не участвовал  | Не участвовал  | Не участвовал  | Не участвовал  | Не участвовал  | Не участвовал  | Не участвовал  | Не участвовал  | Не участвовал  | Не участвовал  |
|                                                                                          | Всего       | 155              | 0                | 5,3              | 43,8             | -                | 58,9             | 1,5              | 0,1              | 0,1              | 0,7              | 1,6              | 16             | 0              | 3,4            | 31,3           | -              | 60,0           | 1,0            | 0,1            | 0,3            | 0,6            | 1,0            |
| Наведите курсор мыши на аббревиатуры в заголовке таблицы, чтобы прочесть их расшифровку. |             |                  |                  |                  |                  |                  |                  |                  |                  |                  |                  |                  |                |                |                |                |                |                |                |                |                |                |                |